# Oecetis hemerobioides
Oecetis hemerobioides är en nattsländeart som först beskrevs av Mclachlan 1866.  Oecetis hemerobioides ingår i släktet Oecetis och familjen långhornssländor. Inga underarter finns listade i Catalogue of Life.